# 中川翔子
中川 翔子（なかがわ しょうこ、1985年5月5日 - ）は、日本のバラエティアイドル、マルチタレント、歌手、YouTuber。所属事務所は個人事務所「miracle」であり、ワタナベエンターテインメントと業務提携している。所属レーベルはSony Records。

## 名前について
出生名は中川 しようこ。旧芸名は中川 薔子。2023年4月の結婚を機に、同年11月より本名を芸名と同じ翔子（しょうこ）へ改名した（後述。結婚後の姓は非公表）。

## 概要
「しょこたん」の愛称で知られ、2004年11月に開始したブログ「しょこたん☆ぶろぐ」で人気を博し、2006年に歌手デビュー。インターネット文化やオタク的趣味が一般的ではなかった2000年代中盤から、マスメディアで頻繁に2ちゃんねる用語の亜種（しょこたん語）を使用し、漫画・特撮・カンフーオタクを全面に出して活動している。
「アキバ系タレントの先駆け」とくくられることがあるが、本人は「レトロ、サブカル、特撮」を対象とする中野ブロードウェイ型のオタクであり「最先端文化や萌えアニメ」に代表されるアキバ系とは「派閥が違う」としている。

## 略歴
東京都中野区出身。中野区立桃園第三小学校（現・中野区立桃花小学校）、東京文化中学校（現・新渡戸文化中学校）、大原高等学院（現・大原学園高等学校）通信科卒業。幼児の頃から、芸能事務所「セントラル子供タレント」に所属し「中川薔子（なかがわ しょうこ）」の芸名で子役として活動開始。
2001年、ポポロガールオーディションでグランプリを受賞。同年、誕生日記念に母・桂子の提案でジャッキー・チェンが経営する香港のレストランを訪ねた際に、チェンと遭遇し感激して泣いていると、チェンが「大丈夫？」と声を掛けたことをきっかけに、ジャッキー・チェン事務所日本支部に所属することとなる。2002年にはミス週刊少年マガジン2002に選ばれるも、同年にジャッキー・チェン日本支部が閉じられることになり、香港まで契約解除の書類を書きに行くこととなる。その後、11月頃にワタナベエンターテインメントへ移籍。中川曰く、「この時期は仕事がなくてクビになりかけた」というほど不遇だったという。2004年11月7日『特捜戦隊デカレンジャー』の第38話に「ファルファ星人ヤーコ」役で出演。
2004年11月より公式ブログ『しょこたん☆ぶろぐ』を開始。2005年3月、『考えるヒト』（フジテレビ系）にゲストパネラーとして出演。同年5月から、同番組をマイナーチェンジした『考えるヒトコマ』ではレギュラーとして出演。また、同じく5月から1年弱にわたって、TBS系『王様のブランチ』にレギュラー出演する。9月には『しょこたん☆ぶろぐ』の内容をまとめた同名の書籍『しょこたん☆ぶろぐ』をゴマブックスより刊行。2006年、ファンクラブ「ギザぴんく!」を発足。同年7月、1stシングル「Brilliant Dream」（ソニー・ミュージックレコーズ）でアーティストデビュー。2007年6月、3rdシングル「空色デイズ」をリリース。オリコン週間シングルチャートで初登場3位を記録し、累計約7万枚。デビューシングルから3作連続で売上が上昇。10月20日には、渋谷C.C.Lemonホールで自身初のソロライブ「貪欲☆まつり」を開催。チケットは25秒で完売した。大晦日には、『第58回NHK紅白歌合戦』（NHK総合・ラジオ第1）に初出場し、「空色デイズ」を披露した。日本における2大検索サイトYahoo! JAPANおよびGoogleにおいて、2007年度の検索ランキング・著名人部門で1位となる。2008年5月から全国5都市6会場で全10公演（追加公演を含む）の、自身初の全国ツアーを行った。また、8月より初の作品展「続く世界」を開催。2009年、ファッションブランド「mmts」を立ち上げる。同年8月1日に、香港でのアニメイベント「香港動漫節2009」に出演し、初の香港ライブを行う。8月25日には、『バラエティーニュース キミハ・ブレイク 飛び出せ!科学くんSP』（TBSテレビ）の企画で、海洋研究開発機構所有の有人潜水調査船「しんかい6500」に搭乗し、岩手県三陸沖の日本海溝の海底（水深5,351メートル）への着底に成功した。また、深海生物の観察と捕獲のミッションを遂行した。芸能人の「しんかい」への搭乗は緒形拳以来2人目。10月24日に、初の日本武道館ワンマンライブ「中川翔子 超貪欲☆まつり IN 日本武道館」を開催。チケットは即完売した。
2010年3月3日発売の少女漫画雑誌『なかよし』2010年4月号で、原明日美作画による「中川翔子物語〜空色デイズ〜」の連載が開始される。同年6月3日発売の同誌2010年7月号まで連載された。8月18日、12thシングル「フライングヒューマノイド」をリリース。10作連続トップ10入りとなる。10月2日、初主演映画『恋の正しい方法は本にも設計図にも載っていない』が劇場公開。2011年3月12日公開のディズニー映画『塔の上のラプンツェル』で、主人公ラプンツェルの日本語吹き替えを担当。初めて長編アニメーションで主人公を演じた。10月22日、ジャッキー・チェンらと共に第24回東京国際映画祭に出演。2012年4月12日、香港政府観光局から「香港観光親善大使」に任命される。同年7月から、初のアジアツアーを開催。「2012年ベストビューティストアワード」タレント部門を受賞。2013年5月1日、BEAMSとの共同プロデュースブランド「中川翔子×BEAMS『mmts（マミタス）』」のリアルショップが中野ブロードウェイ3階にオープン。7月6日、母の桂子がTwitterで捨て猫などの保護運動を行っていることに触発されTwitterでの発信を開始。2014年1月25日公開の映画『ヌイグルマーZ』に主演。2015年3月31日、自身のエッセイ『ねこのあしあと』を基にしたテレビアニメ『おまかせ!みらくるキャット団』がNHK Eテレで開始。4月29日、でんぱ組.incとのコラボレーションしょこたん♥でんぱ組としてシングル「PUNCH LINE!」を発売。
2020年4月、YouTubeチャンネル『中川翔子の「ヲ」』を開設。
2021年6月13日に東京ドームで行われた総合格闘技「RIZIN28」では、朝倉海対渡部修斗戦でRIZIN史上初となる女性リングアナウンサー・実況解説者を務めた。同年8月28日にYouTubeで公開した白ビキニの水着動画が、10月19日に1000万回の再生回数を達成したことを自身のTwitterで報告し、反響を呼んだ。さらにはYouTubeチャンネルの登録者数が10万人増えて、70万人を突破したことも公表された。
2022年9月2日、全身麻酔での手術を受けることを明らかにする。3日、手術の終了を報告。手術の内容は非公開だが、病気、ケガや美容整形ではないとしている。2023年1月24日、再度手術を受けることになり自身のSNSでしこりを取り除く手術が成功したと報告した。当時、病名は明かさなかったが、完治してしばらく経ったからとして、病名が耳下腺腫瘍だったことを2024年12月に公表した。10万人に2、3人が罹患する稀少疾患で、中川自身は5年前から左耳にしこりがあり、放置すると悪性化し、顔面麻痺を発症する可能性を指摘されたことから、芸能界を引退する覚悟もあったといい、セカンドオピニオンも利用した上で手術を受けたとしている。現在も耳のしびれや手術後の箇所を押すと痛みが生じるものの、傷口も目立たない状態だという。
2023年4月28日、公式ファンクラブサイトのメールマガジンで、一般男性（職業はパイロット）と結婚することを発表した。同年10月、ハワイでの挙式を報告した。
2025年5月5日、40歳の誕生日に第1子の妊娠を公表。あわせて個人事務所「miracle」の設立を発表した。ワタナベエンターテインメントとは業務提携を行う。8月2日、妊娠中の子どもが双子であることを公表。不妊治療と2度の流産を経ての妊娠であったことも明らかにしている。8月12日、産休入りを報告。

## 人物

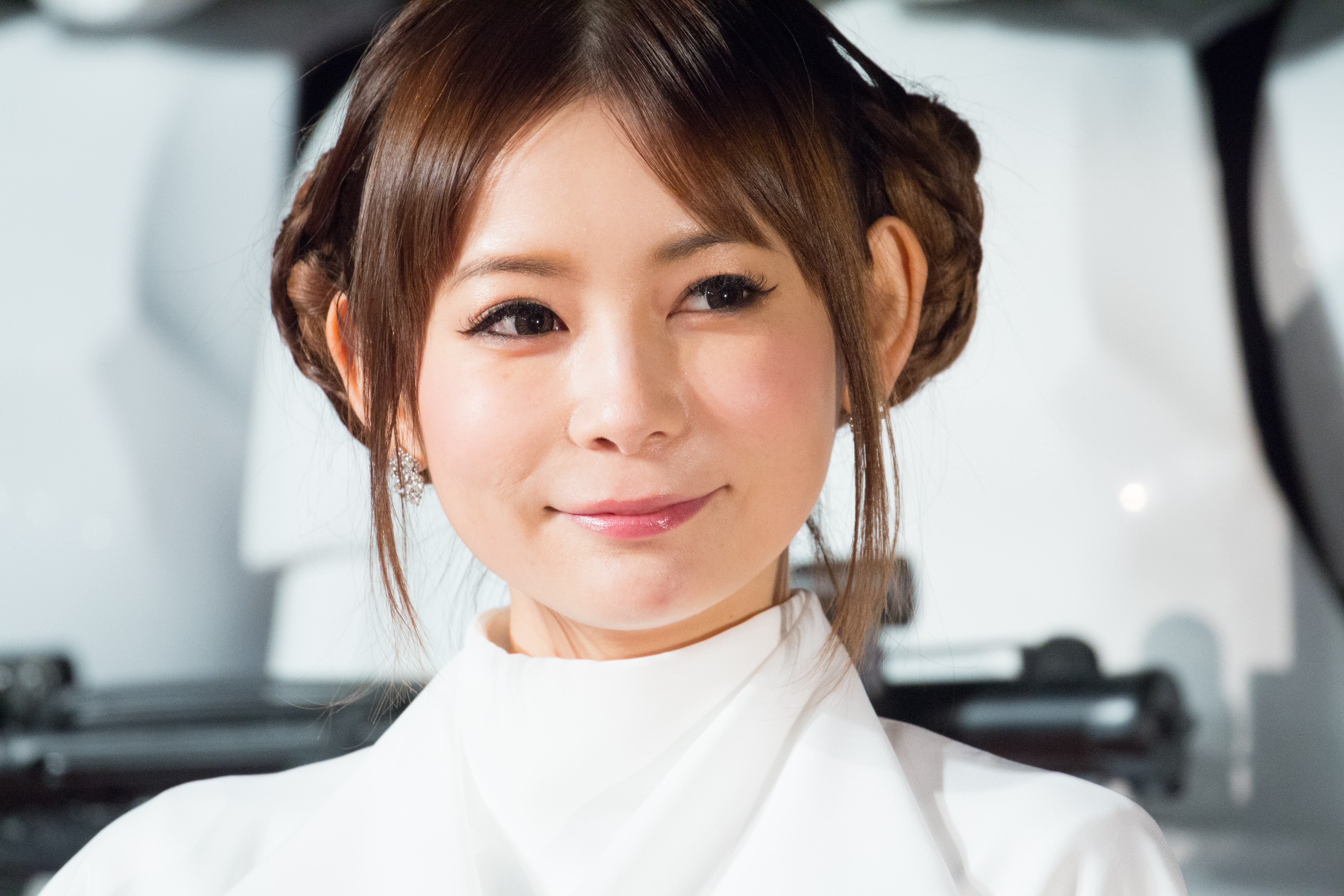
映画「ローグ・ワン/スター・ウォーズ・ストーリー」ジャパンプレミアにて（2016年12月）

座右の銘は「貪欲」。普段の生活を報告している自身のブログ『しょこたん☆ぶろぐ』は開設当初から人気を集め、書籍化もされた。
父親は、俳優・ミュージシャンであった中川勝彦。自身が9歳の時に亡くなっている。漫画などに関する知識が深く、特に昔の特撮、1980年代アイドルソング、およびレトロゲームなどに詳しい。これは中川が大槻ケンヂと対談の際「父の影響」だと述べている。父・勝彦は、当時5歳の翔子に「これを読まないと大人になれない」と言い、『ゲゲゲの鬼太郎』と楳図かずおの『赤んぼ少女』をいきなり全巻買って与えたりするような父親で、娘から見てもいかがなものかと眉をひそめるほど、怪獣やホラー、漫画などを好んでいたというエピソードを明かしている。
デビュー時の年齢「16歳○か月」（=永遠の16歳）と自称していたが2011年以降は、自身の年齢をRPGで使われる“LEVEL（レベル）”で表現している（例：2014年の誕生日に“レベル29”にあがったことをブログで報告している）。
2022年12月、ある新聞の記事において年齢の誤表記があったことと、その訂正記事で現在の年齢が改めて書かれたことに憤りとメディアでの年齢報道に対して疑問に感じたことから、年齢をいったん非公表にすることを自身のYouTubeチャンネルで発表した。2023年2月16日にも改めて自身のTwitterで年齢非公表とすることを発表している。ただし、公式プロフィールで生年自体を非公開にするようなことはなく、誕生日に“レベル○”に上がる報告も継続している。2024年7月15日に参加した『フライ・ミー・トゥ・ザ・ムーン』公開直前イベントでは、主演のスカーレット・ヨハンソン（当時39歳）と同じ“レベル39”であると、“レベル”と年齢が同義であるようなコメントをしている。
2019年に普通自動車運転免許を取得。愛車は赤のメルセデス・ベンツ・Cクラス（C220d）のセダンである。愛称はめーちゃん。
2021年3月17日、蒙古タンメン中本本店で、北極10倍水無チャレンジ達成。
2022年9月1日放送の『プレバト!!』のストーンアートの査定で、初挑戦で特待生に昇格を果たした。バナナアートも特待生である。2025年4月3日放送の黒板アート査定で99点の高評価を得て優勝した。

### 本名
かつての戸籍上の名は中川 しようこであり、小書きでの「しょうこ」ではなかった。
薔薇が好きだった両親は「薔子（しょうこ）」と名付けたが、出生時に母子ともに危険な状態となり、二人ともしばらく入院する必要があったため、伯母（母の姉）が代理として出生届の手続きを行った。出生届の新生児の名前欄へ「薔子」と記入して提出したものの、「薔」の字が当時は常用漢字及び人名用漢字ではなかったため受理されず、憤慨した伯母が押し問答の末にひらがなで「しょうこ」と書き殴って再提出したところ、「ょ」を大きく書いてしまったために「しようこ」で受理されたという。
本名が「しようこ」であることに気付いたのは、2009年頃（23歳から24歳の時）にパスポートの変更手続きで東京都庁を訪れた時だったと2021年5月26日に自身のYouTubeチャンネルで語っており、担当者に呼ばれた際に誤りだと思い、訂正しようとしたが「（戸籍名は“しょうこ”ではなく）“しようこ”ですよ」と言われ、手続きのために持参した戸籍謄本を確認したところ、「よ」の字が大きいことに気付いたとしている。
自身のTwitterでは、領収書の宛名を「中川はうこ」と誤記されてしまったことに触れたり、「改名したいと思ったが、名前の画数が最強なので放置している」と2022年の時点で綴っていた。
2023年11月11日、結婚後の名字は非公開にしているが、本名を現在の芸名と同じ「翔子（しょうこ）」に改名するための届出を行ったことを自身のYouTubeチャンネルで明らかにした。中川は「本当は（しようこが）イヤだったんですよ。しとよが合体して“はうこ”って書かれたりとか。説明にも困って」といい、「それで、結婚したら改名しようと思っていて。それで家庭裁判所まで行って来ました」と、同年4月に結婚したことを踏まえて決断したことを明らかにした。また、出生時に予定していた「薔子」や「しょうこ」ではなく、芸名の「翔子」を採用した理由について、結婚後の名字との画数が良いことなどを挙げている。11月22日、本名の変更が認められたことを報告した。

### 特技
漫画とイラストが特技。父の勝彦も好きだった楳図かずおを崇拝し、本気で漫画家を目指していた。pixivでニックネーム「しょこたん」で、自身が描いたイラストを公開している（2012年当時）。2020年現在はTwitterやInstagramで描いたイラストを、YouTubeやInstagramで作画中の動画を公開している。
2006年2月から、オフィシャルサイトで漫画『SHOCOTAN☆QUEST』を連載。
2007年7月12日、松尾スズキ監修・太田出版発行の季刊誌『hon-nin』9月8日発売号より、「脳子の恋」の連載（6回）をした。現役アイドルの漫画家としての商業誌デビューは酒井法子に次いで2例目となる。
2019年11月3日放送のテレビアニメ『ポケットモンスター サン&ムーン』最終話では原画スタッフとして参加し、一部のカットの作画を担当している。
2024年4月、自身が描き下ろしたディズニー映画「塔の上のラプンツェル」のイラストがディズニーの公式グッズ「RAPUNZEL ART COLLECTION BY SHOKO NAKAGAWA」に5月1日から発売されると発表。

### 趣味

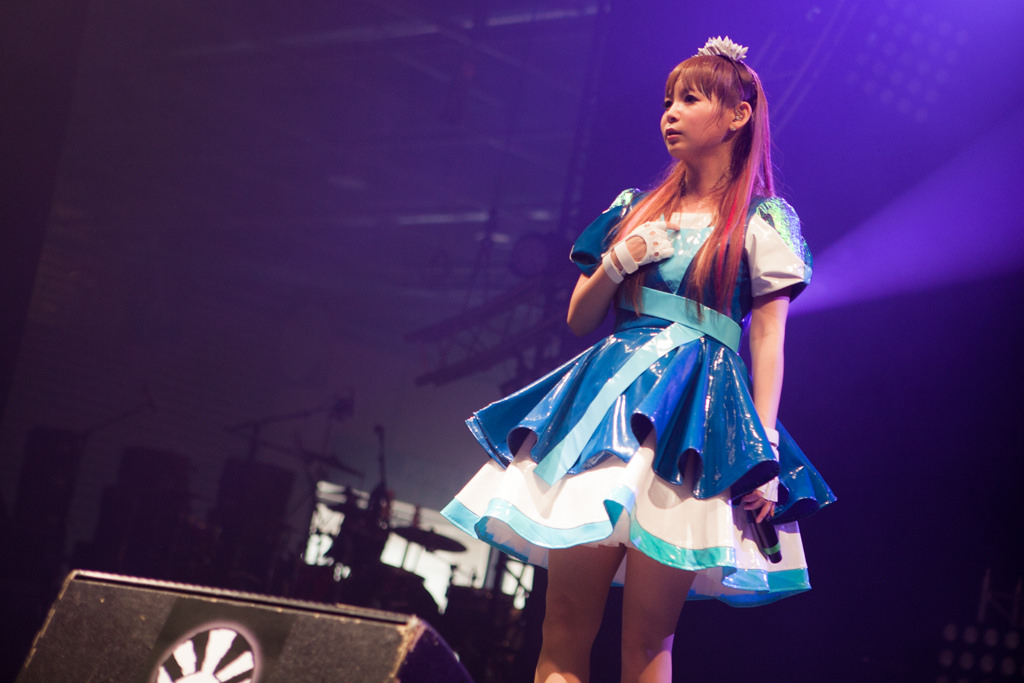
フランス・日本文化博覧会「Japan Expo」2014公演にて

漫画好きの延長で大のコスプレ好きとしても知られている。2007年の「世界コスプレサミット」では世界コスプレ親善大使を務め、外務省を表敬訪問している。
2008年5月28日の島耕作社長就任会見にゲストで呼ばれ、『社長島耕作』では中川をモデルにした社長秘書 神奈川恵子というキャラクターが登場している。苗字は「中川」のアナグラム。名前は、中川同様に島耕作ファンだという母の名前が採用された。
スーパー戦隊シリーズのような等身大ヒーローを好み、中でも『未来戦隊タイムレンジャー』の勝村美香が演じたタイムピンクことユウリを尊敬しており、「自分（中川）を芸能人を目指す方向に導いた」とするほどである。その他のシリーズでは『鳥人戦隊ジェットマン』、『電子戦隊デンジマン』、『超電子バイオマン』を好む。『超力戦隊オーレンジャー』は一時期、苦手であったが、その後、全スーパー戦隊を愛すようになった。好きすぎて2025年時点のスーパー戦隊50作品のタイトルを落語の『寿限無』の名前や『黄金餅』の道行等の長台詞を言い立てるかの如く全タイトル噛む事なく言い切ると言う特技を持つ。
蝉の抜け殻の収集が趣味（集めた抜け殻は髪の毛にくっ付けて遊ぶ）であるとブログで公言したことからファンより多くの蝉の抜け殻が送られてきたという。
2007年4月頃、ウニの仲間であるスカシカシパンに興味を持ち、擬人化したスカシカシパンマンというキャラクターを制作。2008年1月29日、ローソンの全国8,000店舗で、自身がプロデュースした菓子パン「スカシカシパン」を発売。一週間で50万個を売り上げ大ヒットした。5月20日には2作目の菓子パン「スカシカシパン〜しょこらメロンパン〜」が発売された。
ネイルアートが好きで、月に何度も行きつけの店に行くこともある。爪以外にもゲーム機やライブ用のマイクもデコるのが好き。
最も影響を受けた作家は筒井康隆で、特に最初に読んだ「家族八景」のインパクトは全読書体験の中でも一番だったという。これを知った小中和哉のオファーにより『七瀬ふたたび プロローグ』を監督することになった。
小学5年の頃に見たヘール・ボップ彗星に感動して宇宙に関心を持つようになった。深海の次は宇宙に行くことを希望している。
ポケットモンスターが好きで実際に映画でゲスト出演したこともある。2018年にオーキド博士の担当声優で知られる石塚運昇が亡くなった際にも追悼のコメントを出した。
麻雀好きで自宅に自動麻雀卓がある。

### 好きな芸能人
ブルース・リーやジャッキー・チェンのファンでありカンフー映画に関する造詣も深く、トラックスーツや自作のヌンチャクを所有する。
アイドル研究にも熱心で、その対象は1980年代から現代までと幅広い。特に、母娘揃って松田聖子の大ファンとして知られる。後に彼女に楽曲提供した作詞松本隆、作曲細野晴臣のコンビから楽曲提供を受ける。
幼い頃から江頭2:50のファンでもある。これまでテレビ番組などでの共演は無かったが、2020年6月にYouTubeでコラボレーションを行い、初めて江頭と共演をした。

### 交流のある有名人
『ウチくる!?』で自宅を訪れた水木一郎やカラオケに行ったことがある藤子不二雄Aが有名。
他にも食事に行ったことを公言した堀江由衣、焼き肉を食べに行ったと公言した黒崎真音と仲が良いと公言している。楽曲提供も受けている日向めぐみとも仲が良い。さらに潘恵子、潘めぐみ親子と食事に行き、結婚祝いをしてもらっており、声優やアニソンシンガーなどのアニメ関係者と交流がある。
また、小林幸子も母が子役をやっていた頃に小林と付き合いがあり、旧知の仲だった繋がりもあってか交流があり、『風といっしょに』をデュエットしてCD発売している。

### 動物
芸能界屈指の愛猫家であり、複数の飼い猫と暮らしている。飼い猫をモデルにした「クリオ寝子」というキャラクターを制作し、グッズ、漫画、ゲームなどのメディアミックスが行われた。また、飼い主中川のTwitterにも登場する。ペットショップで購入した猫はおらず、全て保護猫である。保健所に収容されて、引き取り手がなく殺処分される猫の現状を嘆いている。
- ちび太（オス・白にブチ）
  - 基本的に中川にはあまり懐かないが、時々甘えることがあるため、中川からはツンデレと呼ばれている。腰にはいびつなハート形の模様がある。母親が拾ってきた。2020年4月12日、twitterで亡くなったことを発表。
- マミタス（メス・キジトラ）
  - 本名は「中川魔法の天使クリィミーマミたん」。飼い猫の中で一番ふくよかな体の持ち主でもあった。初期からおり、写真集も出している。2017年9月19日に急死[80]。
- ルナ（オス・黒）
  - 2006年4月26日、不忍池で撮影中に拾われた。当時、推定月齢1か月ほどの子猫だった。
- らい次郎（オス・ブチ）
  - 元の名前は「小笠原範馬勇次郎」。2007年8月に家の近所で拾われる。普段は「らいティン」と呼ばれることが多い。2023年3月、心臓発作で搬送され、ペースメーカーを入れる手術を受ける。猫用のペースメーカーがない為人用のペースメーカーを入れた[81]。
- ミルクバン（オス・茶トラ）
  - 年齢不明。正しくは「中川宇宙刑事ミルクティービッグバン」。ノラ時代は近所のボス猫でもあり、「しろたま」と呼ばれていた。2016年3月28日に亡くなる[82]。
- ポコニャンω（オス・ブチ）
  - 2008年4月生まれ。らい次郎の弟である。数回の改名の後、母親との会議の結果、ポコニャンωに改名する。2018年6月27日に亡くなる[83]。
- 股朗（オス・ブチ）
  - 2008年4月生まれ。らい次郎の弟。魔太郎と名付けられたが、縁起が悪いという理由で「股朗」に改名[注 6]。2023年1月10日、白血病のため亡くなったことをTwitterで発表。
- ネギ（メス・キジトラ）
  - 2010年5月3日に母親が拾ってきた。当初は栄養失調のようで、目が開いておらず、鳴いているが声が出ていない状態だったが、後に回復。
- つくし（メス・三毛）
  - 2012年6月20日に嵐の中で、屋内に迷い込んできたところを他の兄弟猫1匹と共に立川警察署に届けられる。保健所に連れて行かれる寸前で保護された[84]。ただし後に「警察までひとりで歩いてきた」[85]「母猫が2匹の子猫をくわえながら警察まで歩いてきた」[86]とも語っている。ネット上での一般公募により命名。
- ショコラ（メス）
  - 2012年7月15日に保護。名前が決まっていない頃は「チョコパン」と呼ばれていたがLINEで名前を募集し、12万以上の候補の中から「ショコラ」と命名された[87]。
- メポ（オス・茶トラ）
  - 2017年6月から飼い始める。目の上に眉毛のような模様がある[88]。中川曰く「イケメン」。「ピュリナ モンプチクリスピーキス」が大好物[89]。2023年3月12日、心臓の病気で亡くなる[90]。
- ピンク（メス・三毛）
  - 2018年4月30日に愛知県名古屋市の金山駅前にオープンした、中川の母親がプロデュースする保護ねこカフェ「ミラクルキャット」からの里親第1号[91]。
  - 本名は「中川 デンジピンク」または「中川デンジピンク聖子アイドル女優モデルヘップバーンノラミャオ美人美女美人プリンセスピンクオーガナ将軍おんな女性CEO」。ミラクルキャットでは「おもち」と呼ばれていた。ノルウェージャンフォレストキャットの血を引いているらしいが詳細は不明。
  - オリジナルブランド「mmts」のモデルとして登場する他、「Heavy Girl」のミュージックビデオにも登場する。
- みかん（オス・茶トラ）
  - ピンクと同様に「ミラクルキャット」から里親として引き取る[92]。本名は「中川 夏 みかん」。
- ミュウ（オス・黒）
  - 2019年、自宅近所の道路上で保護。
- カステラ（オス・黒）
  - 保護猫。猫伝染性腹膜炎（FIP）という致死率99%の難病にかかり3回も危篤になるも、2024年8月28日の検査で寛解した[93]。しかしFIPが再発。再寛解叶わず2025年の元旦に亡くなってしまう。まだ一歳半だった[94]。
- 上記の他に亀、スッポン、プラナリア、コリドラス、クリオネなどの飼育経験がある。母が拾ってきた犬を飼っていたこともあったが、中川にはなつかなかった。
- 2013年夏、北海道千歳市の淡水魚水族館「サケのふるさと館」に、スッポンや亀10匹を展示する「中川水族館」がオープンした[95]。また過去にヒルに吸血された経験がある。その時は不快に感じたが、徐々に快感を覚え、ついには医療用ヒルを飼育することになった。

### コンサート
- 2007年の1stライブ「貪欲☆まつり」から毎年コンサートを開催している。
- ファンの企画が多くアンコールでは「空色デイズ」や「涙の種、笑顔の花」のサビの大合唱、バッカルコーンウェーブ、「涙の種、笑顔の花」の大サビでのウルトラオレンジなどがある。
- バンドメンバーは「ギザレンジャー」、ダンサーは「マミタスターズ」バックダンサーは「ねぎ」と名づけている。

| ミュージシャン | カラー         | 担当                   |
| -------------- | -------------- | ---------------------- |
| TABOKUN        | ギザブラック   | ベース、バンドマスター |
| IMAJO          | ギザレッド     | ギター                 |
| アンジェロ     | ギザイエロー   | ギター                 |
| 今井隼         | ギザビリジアン | キーボード             |
| マッショイ     | ギザブルー     | ドラム                 |

### その他（人物）
- 2006年6月頃には胃腸虚弱を告白しており、その件の際には深刻そうな表情やギャグめいた流れに自身が持っていくこともあった。そのためか胃腸薬である百草丸はかかさず持っており、プレッシャーがかかった状況では服用している。また、腸内洗浄を行ったこともある。
- 幼少期に母が自炊をしなかったことが影響し料理を不得意としていたが、30代以降は克服しSNSやYouTubeでその腕前を披露している。
- 中学時代、オタクという理由でいじめを受けていた。学校に行くのが辛くなり、ひきこもりになり卒業式も欠席した。当時毎日「死にたかった」と思っていたと語っている[96][97]。現在は自身が自ら命を絶つことを思い止まった経験から、自身の10代のころと同様にいじめられている10代に自ら命を絶つことを思い止まるように、いじめ問題を扱う番組に積極的に出演したり、著書で伝える活動を行っている。自身の経験からいじめは加害者が悪いと言う立場を取る。ラジオ番組のトークや中川のYouTubeチャンネルに出てくる友人のキムラ（フルネームは公開していない）はいじめられていた時も見捨てず友人であり続けてくれた人物であり、未だに交友が続いている[要出典]。
- 初恋の人は、『ファイナルファンタジーVII』に登場するキャラクター・セフィロスであると公言している。ちなみに『ドラゴンクエストV 天空の花嫁』ではフローラ派である。ドラゴンクエストのファンクラブ会報誌にイラストを投稿して採用された経験があり、「会員番号0029099　東京都　P.N.しょうこ様（または、「中川しょうこ様」）」として複数作品が掲載されている。ただし当時の掲載作品の中には、ビアンカを選んだ家族風景を描いたものがある。
- 好きな食べ物・飲み物は ホルモン、スイカ、いくら、オロナミンC など。
- インドアなイメージとは裏腹に、スキューバダイビングの資格を持っている。
- 『ポケモンの家あつまる?』で小学生を中心にギザウレ師匠の愛称で往年のギャグが再び注目を集める[98]。
- 藤子不二雄Aと親交があり、2022年に藤子不二雄Aが亡くなったことをTwitterで冥福を祈った[99]。2022年4月9日放送の『アニソン・アカデミー』でも親しかったエピソードを語った後、「何で?」と言った。さらに「番組にゲストに来てほしかったのに」と悔しがり、ショックを隠しきれていなかった。
- 水木一郎とも交流があり、『ウチくる!?』で自宅を訪れたこともあり、連絡先も交換している。さらに中川が生徒会長としてパーソナリティを務める『アニソン・アカデミー』で名誉講師・名誉Z校長の肩書きを持つ。同番組では闘病開始後から毎週水木の歌を流して復帰を応援していた。水木が亡くなったことを受けてTwitterに「アニキのいない世界は考えられない」、「公私ともに娘のように可愛がってもらった」と追悼ツイートをしている。2022年12月11日放送の『アニソン・アカデミー』で水木が渡辺宙明追悼コンサートに出演できなかったと語り、ささきいさおが「マジンガーZ」を歌ったとも語った。中川は同コンサートに出演した。同年12月16日、Twitterに水木とのツーショット写真を投稿した[100]。
- いくつかのストーカー事件を受けて、中川自身が過去にストーカーされて何度も引っ越したとTwitterで告白した[101]。
- 黒崎真音とは焼肉を食べに行くなど交友関係にあっただけに訃報に接して「真音ちゃん　信じられないよ」、「真音ちゃんがいない世界なんて信じられない」と追悼ツイートをした。「ご飯一緒に行く予定があった」とも明かし、その死にショックを受けている。2023年3月4日放送の『アニソン・アカデミー』では「未だに連絡してしまう。既読にならないの分かってるけど」と心痛な面持ちで語った。

### 親族
- 高祖父・伊藤一隆（初代北海道水産課長）

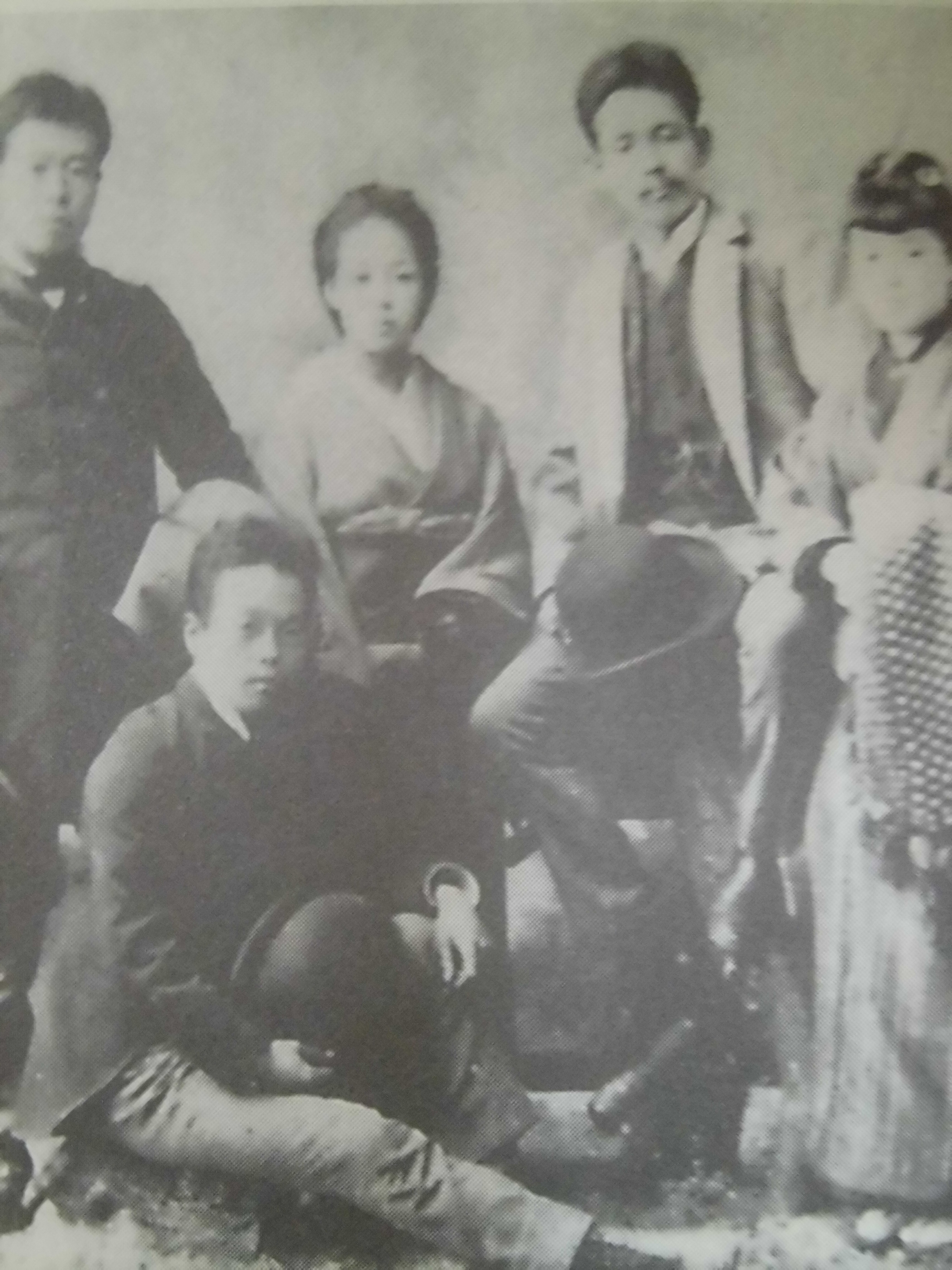
平野弥十郎の子供たち。後列の右から2番目が伊藤一隆。（明治23年ころ）

  - クラーク博士として知られるアメリカの教育者ウィリアム・スミス・クラークから直接薫陶を受けた一人であり、サケマスふ化事業を導入・推進した[102][103][104][105]。この縁で、千歳サケのふるさと館には翔子が飼っていたスッポン他10匹のカメが寄贈され、「中川水族館」のコーナーで飼われている[95]。
  - 父平野弥十郎は幕末から維新期にかけて江戸で活躍した土木請負業者で、のちに開拓使の土木技術者として北海道の道路工事に貢献した人物である[106]。
  - 教育者で札幌農学校1期生、ウィリアム・スミス・クラーク門下生・大島正健は義弟。天文研究家野尻抱影及び小説家大佛次郎は大島の娘婿であり、野尻の義母は妹にあたる。
  - 娘松本恵子（翻訳家）の夫は松本泰（推理小説家）。
- 祖母・小笠原栄子[49]（出版社経営・小笠原好彦の妻[49]）
  - 伊藤一隆の孫娘にあたる[107]。
  - 翔子からは「栄子」と呼ばれており、何度かブログにも登場している。
  - 従兄弟に小児麻痺で死去した山本泰明がいる。山本はトモエ学園に在籍しており、黒柳徹子と親交があったことから、後年黒柳が出版した『窓ぎわのトットちゃん』にも登場している[108][109]。
- 祖父・中川勝夫（会社社長・実業家）
  - 父・勝彦が生前多忙であったこと、加えて若くして急逝したことから、翔子の父親代わりとして接したため、「パピィ」という愛称で親しまれる。エッセイ本では、戦隊ショーへの同伴や翔子の絵を書く才能を支援するなど愛情を惜しみなく注ぎ、人生に大きな影響を与えた人物として紹介されている。2009年に死去。
- 父・中川勝彦[49]（ミュージシャン・俳優）
  - 1962年7月20日 - 1994年9月17日（32歳没）
  - 翔子が9歳のときに白血病により死去。
  - 22歳で恋愛結婚をした後[110]、翌年に翔子が生まれている。結婚は極秘であり、周囲のごくごく親しい一部の人物と所属事務所しか知らなかった。
  - 岩里祐穂から歌詞を提供されているが、後に娘の翔子にも歌詞を提供しているため、岩里は中川家父娘二代に渡って歌詞を提供した。
- 母・中川桂子
  - 年齢非公表にしているが18歳で結婚し、1985年5月5日に19歳で翔子を出産した。12月31日が桂子の誕生日なので、1965年生まれである。28歳の時に夫を亡くしてからは水商売で生計を立て、翔子を育てた（母の営む店ではLiLiCoが若い頃働いていた）[49]。2020年に閉店[111]。
  - 夫の死後再婚していない。
  - 子役経験があり、小林幸子と旧知の仲である。
  - 娘・翔子により、料理が苦手で作れないことが明かされている。

## 出演

### 映画
- 快楽の超人・本家電エース（2005年）
- 兜王ビートル（2005年） - ヒロイン・星川百合 役
- 楳図かずお恐怖劇場『絶食』（2005年） - 主人公の友達・理恵 役
- コアラ課長（2006年） - カメオ出演
- ワイルドスピードX3 TOKYO DRIFT（2006年） - カメオ出演
- XX（エクスクロス） 魔境伝説（2007年） - 橘弥生 役
- ゲゲゲの鬼太郎 千年呪い歌（2008年） - 文車妖妃 役（友情出演）
- 東京オンリーピック（2008年） - 中川翔子（本人） 役
- 恋の正しい方法は本にも設計図にも載っていない（2010年） - 主演・野田泉 役
- マギカ調べ（2012年） - 主演・鹿目まどか 役
- ヌイグルマーZ（2014年1月25日公開） - 主演・鮎川夢子 役
- TOKYO TRIBE（2014年8月30日公開） - KESHA 役
- マザー（2014年9月27日公開） - （友情出演）
- ラブ&ピース（2015年6月27日公開） - （声の出演）
- ナンバーワン戦隊ゴジュウジャー 復活のテガソード（2025年7月25日、東映） - 女性 役[112]

### 劇場アニメ
- 劇場版ポケットモンスターシリーズ
  - 劇場版ポケットモンスター ダイヤモンド&パール ディアルガVSパルキアVSダークライ（2007年7月14日公開） - マキ 役
  - 劇場版ポケットモンスター ダイヤモンド&パール ギラティナと氷空の花束 シェイミ（2008年7月19日公開） - インフィ 役
  - 劇場版ポケットモンスター ダイヤモンド&パール アルセウス 超克の時空へ（2009年） - ギザみみピチュー 役
  - 劇場版ポケットモンスター ダイヤモンド&パール 幻影の覇者 ゾロアーク（2010年） - プルーフ 役
  - 劇場版ポケットモンスター ベストウイッシュ ビクティニと黒き英雄 ゼクロム・白き英雄 レシラム（2011年） - セード、オード 役
  - 劇場版ポケットモンスター ベストウイッシュ キュレムVS聖剣士 ケルディオ（2012年） - ケルディオ 役
  - ピカチュウとイーブイ☆フレンズ（2013年） - ニンフィア 役
  - ポケモン・ザ・ムービーXY 破壊の繭とディアンシー（2014年） - ミリス 役
  - ポケモン・ザ・ムービーXY 光輪の超魔神 フーパ（2015年） - メアリ 役
  - ポケモン・ザ・ムービーXY&Z ボルケニオンと機巧のマギアナ（2016年） - ラケル 役
  - 劇場版ポケットモンスター キミにきめた!（2017年） - ジョーイ 役
  - 劇場版ポケットモンスター みんなの物語（2018年） - リク 役
  - 劇場版ポケットモンスター ココ（2020年） - カレン 役[113]
- スカシカシパンマン・ザ・ムービー（2008年） - エイ子 役
- 劇場版ドラゴンボールZシリーズ
  - ドラゴンボールZ 神と神（2013年） - 予言魚 役
  - ドラゴンボールZ 復活の「F」（2015年） - 予言魚 役
- 魔女っこ姉妹のヨヨとネネ（2013年） - ビハク 役[114]
- 劇場版 美少女戦士セーラームーンEternal（2021年） - ダイアナ 役
- 映画しまじろう しまじろうとキラキラおうこくのおうじさま（2022年） - エメラルダ女王 役[115]
- 劇場版 美少女戦士セーラームーンCosmos（2023年） - ダイアナ 役

### 吹き替え

#### 映画（吹き替え）
- ダンサーの純情（DVD版、2006年） - チェリン 役（ムン・グニョン）
- マイ・リトル・ブライド（DVD版、2006年） - ボウン 役（ムン・グニョン）
- サイレントヒル（DVD版、2006年） - シャロン / アレッサ / ダーク・アレッサ 役（ジョデル・フェルランド）
- 1911（2011年） - 陳意映 役（メイ・ティン）
- トランスフォーマー/ロストエイジ（2014年） - テッサ・イェーガー 役（ニコラ・ペルツ）
- トランスフォーマー/最後の騎士王（2017年） - テッサ・イェーガー 役（ニコラ・ペルツ）
- ヴェノム（2018年） - アン・ウェイング 役（ミシェル・ウィリアムズ）[116]
- ヴェノム:レット・ゼア・ビー・カーネイジ（2021年） - アン・ウェイング 役（ミシェル・ウィリアムズ）[117]

#### アニメ（吹き替え）
- 塔の上のラプンツェル（2011年） - ラプンツェル 役
- ラプンツェルのウェディング（2012年） - ラプンツェル 役
- ちいさなプリンセス ソフィア（2014年） - ラプンツェル 役
- ラプンツェル あたらしい冒険（2017年） - ラプンツェル 役[118]
- ラプンツェル ザ・シリーズ（2017年 - 2020年） - ラプンツェル 役
- シュガー・ラッシュ:オンライン（2018年） - ラプンツェル 役[119]
- 長ぐつをはいたネコと9つの命（2023年） - ゴルディ 役[120]
- LEGO ディズニープリンセス：お城の冒険（2023年） - ラプンツェル 役
- ワンス・アポン・ア・スタジオ -100年の思い出-（2023年） - ラプンツェル 役
- ウィッシュ（2023年）[121]

### 舞台
- 荏原ウエストサイドストーリー公演（2004年2月15日）アイドル道2ndシーズンメンバー（劇団マーブルチョコ） - シャーク団で謎の役
- ブラック メリーポピンズ（2016年5月 - 6月、東京・世田谷パブリックシアター、他に兵庫、福岡、愛知） - ヒロイン・アンナ 役[122]
- ドラゴンクエストライブスペクタクルツアー（2016年、横浜アリーナほか） - アリーナ 役
- 上を下へのジレッタ（2017年5月7日 - 6月19日、Bunkamuraシアターコクーン、森ノ宮ピロティホール） - ヒロイン・小百合チエ 役
- cube 20th Presents Jananese Musical『戯伝写楽 2018』（2018年1月12日 - 2月12日、東京芸術劇場・久留米シティプラザザ グランドホール） - おせい 役
- リーディングドラマ 「ラヴ・レターズLOVE LETTERS 2018 Autumn Special」（2018年11月14日、サンシャイン劇場）
- メイビー、ハッピーエンディング（2020年8月11日 - 30日、シアタークリエ） - ヒロイン・クレア 役（花澤香菜とのダブルキャスト）[123][124]
- パークビューライフ（2021年4月7日 - 5月2日[注 7]、世田谷パブリックシアター 、サンケイホールブリーゼ、ウインクあいち）[125]
- SHOW BOY（2021年7月1日 - 8月7日、シアタークリエ、新歌舞伎座、名古屋市公会堂）

### テレビドラマ
- 地球戦隊ファイブマン（1990年、テレビ朝日） - 本名の 中川しようこ 名義。
- ビッグマネー!〜浮世の沙汰は株しだい〜 第1話（2002年4月11日、フジテレビ）
- 特捜戦隊デカレンジャー 第38話（2004年11月7日、テレビ朝日） - ファルファ星人ヤーコ 役
- 一週間の恋（2006年1月5日、TBS）明治製菓（現明治） - インフォマーシャル出演、ナオコ 役
- 金曜プレステージ「法の庭」（2007年8月17日、フジテレビ） - たこ焼き屋の娘 役
- ほんとにあった怖い話 夏の特別編2007「霊の通る家」（2007年8月28日、フジテレビ） - 主演・中川翔子（本人） 役
- あんみつ姫（2008年1月6日、フジテレビ） - いちご大福 役
- ネオコラ!東京環境会議（2008年10月13日、フジテレビ）
- チェルシーホテルへようこそ（2009年1月3日、フジテレビ）
- あんみつ姫2（2009年1月11日、フジテレビ） - いちご大福 役
- ATARU スペシャル〜ニューヨークからの挑戦状!!〜（2013年1月6日、TBS） - 藤鷹那須子 役[126]
- 大河ドラマ「軍師官兵衛」第5話（2014年2月2日、NHK総合） - お国 役[127]
- 連続テレビ小説「まれ」（2015年3月30日 - 9月26日、NHK総合） - 小原マキ 役[128]
- 勇者ヨシヒコと導かれし七人 第3話（2016年10月22日、テレビ東京） - ひとつ前の姫 役[129]
- あなたのことはそれほど（2017年4月18日 - 6月20日、TBS） - 横山皆美 役[130]
- 東京ヴァンパイアホテル 第1話（2017年6月16日、Amazonプライム） - ギガ 役[131]
- 植木等とのぼせもん 第2話 - 最終話 （2017年9月9日 - 10月21日、NHK総合） - 伊東ゆかり 役[132]
- デイジー・ラック（2018年4月20日 - 6月22日、NHK総合） - 讃岐ミチル 役[133]
- 浦安鉄筋家族 最終話（2020年9月、テレビ東京） - 本人 役
- 婚姻届に判を捺しただけですが（2021年10月19日 - 12月21日、TBS） - 小杉深雪 役[134][135]

### テレビアニメ
- アイシールド21（2005年 - 2008年、テレビ東京） - 瀧鈴音、ブタブロス、小デビバ、ひろみ、生徒 役
- 吉宗（2006年） - きる坊 役
- 墓場鬼太郎（2008年、フジテレビ） - 寝子 役[136]
- 鋼の錬金術師 FULLMETAL ALCHEMIST 第55話（2010年、毎日放送） - 女性職員B 役
- レベルE（2011年、テレビ東京） - ルナ=ミ=マド・マグラ 役[137]
- 聖闘士星矢Ω（2012年 - 2014年、テレビ朝日） - 城戸沙織 / 女神アテナ 役
- あらしのよるに 〜ひみつのともだち〜（2012年、テレビ東京） - ビビ 役
- beポンキッキーズ『ロンゴマックス』（2012年、BSフジ） - ロンゴマックス / ジン 役
- 鉱国のプリンセス ディアンシー（2014年、テレビ東京） - 特別出演
- おまかせ!みらくるキャット団（2015年 - 、NHK Eテレ） - ルリックス姫 役
- ドラゴンボール超（2015年、フジテレビ） - 予言魚 役
- 美少女戦士セーラームーンCrystal デス・バスターズ編（2016年） - ダイアナ 役
- AKIBA'S TRIP -THE ANIMATION-（2017年） - 出井馬リサ 役[138]
- 魔法陣グルグル（2017年） - リリック 役
- ゾイドワイルド 第23話（2018年） - スフレ 役

### Webアニメ
- 美少女戦士セーラームーンCrystal（2015年4月 - 2015年7月） - ダイアナ 役
- ベネッセ「進研ゼミ中学講座presents 短編アニメーション」（2020年） - あおい 役
- ウシガエルはもうカエル（2020年） - ウシガエルくん 役
- 伊藤潤二『マニアック』（2023年） - 山東まゆみ 役[139]

### OVA
- ねとらん者 THE MOVIE（2004年） - ジャンキーズ 役
- うたえメロエッタ リンカのみをさがせ（2012年） - ナレーション
- おでまし小魔神フーパ（2015年） - メアリ 役

### CM・広告
- 行政広報
  - 警察庁
    - 令和3年度犯罪被害者週間啓発ポスター（2021年11月25日 - 12月1日）[140]
- プロミス（2006年4月 - 2010年3月）
- 吉宗（2006年4月 - ）
- ハピネット 「Dr.スランプアラレちゃんDVD-BOX」（2006年）
- バンプレスト
  - 「スーパーロボット大戦W」（2007年）
  - 「スーパーロボット大戦 OG」（2007年）
- 本田技研工業 「ホンダ・クロスロード」（2007年）
- 東洋水産「マルちゃん麺づくり せまる食感篇」（2007年8月 - 2008年7月）
- 花王
  - 「エッセンシャル ダメージケア」（2007年8月 - 2009年7月）
  - 「リセッシュ除菌EX」ニオイゾンビ篇（2013年5月）
  - 「リセッシュ除菌EX」寝汗篇（2013年）
  - 「リセッシュアロマチャージ」おそうじの仕上げに篇（2013年9月）
- 不二家
  - 「ルックチョコレート」「LOOKのトビラ」篇（2008年8月 - ）
  - 「ロイヤル・モード」大人のLOOK篇（2008年）
- シマンテック「ノートン・インターネットセキュリティ」「ノートン・アンチウイルス」（2008年9月 - 2010年3月）
- バンダイナムコゲームス
  - 「スーパーロボット大戦K」（2009年）
  - 「スーパーロボット大戦NEO」（2009年）
- エイベックス通信放送 「Bee TV」（2009年）
- どーもスポット（2009年、NHK） - プカポワの声担当
- トライテラス
  - スマートシャンデリア 「LED TREE」篇、「新しいカタチ」篇（2010年9月 - ）
  - スマートシャンデリア 「塔の上のラプンツェル」篇（2011年3月 - ）
- ネスレ日本
  - ネスカフェ「北海道の牧場カフェオレ」（2010年 - ）
  - ネスカフェ エクセラ「エクセラで、ラテ!・milky」篇（2011年）
  - 「珈琲生豆茶」（2011年）
  - 「ネスカフェアンバサダー/ネスカフェ ゴールドブレンド バリスタ」- オフィス潜入篇（2013年10月）
- 池田模範堂
  - 「ケアレケア 剃ったらすぐケア」篇（2011年 - ）
  - 「ムヒホワイティ あなたのムヒ!」篇（2011年 - ）
  - 「ムヒホワイティ 姉妹」篇（2012年）
- 任天堂
  - 「ゼルダの伝説 時のオカリナ 3D」（2011年）
  - 「ゼルダの伝説 スカイウォードソード」（2011年）
- ACジャパン
  - 「今、わたしにできること・呼びかけ」篇（2011年3月）
  - 日本骨髄バンク支援キャンペーン『「生きたい」と願う人がいる』（2018年7月）[141][142]
- ウォルト・ディズニー・ピクチャーズ 「塔の上のラプンツェル ブルーレイ&DVD」（2011年）
- 読売新聞グループ本社「読売プレミアム」（2012年）
- ドコモ・アニメストア
  - dアニメストア（2013年春）
  - dアニメストア歌篇（2013年12月）
- 明星食品「Quick1」（2013年2月）
- 麒麟麦酒 「キリンのどごし<生>カンフースター篇」（2013年6月4日） - ジャッキー・チェンと共演
- YouTube 「エンタメウィーク」（2013年9月）
- コロプラ
  - 「クイズRPG 魔法使いと黒猫のウィズ 疾走篇」（2015年4月）
  - 「白猫プロジェクト しょこたん篇」（2015年4月）
- 三井不動産商業マネジメント 「ラゾーナ川崎 ラゾーナバーゲン」（2015年12月）
- 小学館 「ペットゥモロー」（2016年）
- マクドナルド「第1回マクドナルド総選挙　選挙で決めましょう篇」（2017年1月）
- NHK×JR東日本「生きる支援トレイン」運行 「今、ゆううつな君へ。」車内広告（2019年3月）[143]
- Vespa スマートフォン向け3Dバトルゲーム「キングスレイド」（2019年7月）
- サンヨー食品 「サッポロ一番 みそ派塩派大論争」（2019年8月）
- menu株式会社 フードデリバリーアプリ「menu」（2021年）
- ミツカン（2022年7月2日 - ）[144]
  - りんご黒酢「実況中継篇」
  - フルーティス「縁側にて篇」

### バラエティ他
レギュラー出演中の番組
- ねこねこ55（2017年6月16日 - 、NHK Eテレ、不定期放送） - キャットニュース55中川（にゃかがわ）翔子キャスター 役
- ひるおび!（2021年2月25日・3月29日 - 、TBS） - 木曜コメンテーター[注 8]
- 水曜馬スペ!しょこたんの馬図鑑 （2022年3月16日 - 、グリーンチャンネル）

- NHKのど自慢チャンピオン大会2024（2024年2月24日、NHK総合・ラジオ第1） - ゲスト審査員
- シャンシャンに会いたい（2024年3月31日、NHK総合) - ナレーション

### CS放送
- 夢ヶ丘レジデンス（2006年7月 - 2008年2月、MUSIC ON! TV火曜） - MC

### インターネット放送
- PRO-FILE（2005年11月29日配信分、GyaO）
- 懐かしTVマニアックス〜NHK編〜（2006年2月6日 - 3月31日配信、gooブロードバンド）
- 溜池Now（2006年3月20日 - 2008年12月31日配信、GyaO）
- しょこたん&キョーヤのポケモンアワー（2006年7月5日 - 全10回、ポッドキャスト）
- あそむび幸運探偵風烈光の事件簿（2007年1月23日 - 3月28日配信、NTT西日本）
- しょこ★むーびー（動画ブログ）（2009年、BeeTV）
- しょこたんのユーザー生(公式)（2012年4月4日 - 10月3日、隔週水曜放送、ニコニコ生放送）
- 10元突破!SHOKO NAKAGAWA LV UP LIVE 超☆野音祭（2012年5月5日、ニコニコ生放送）
- しょこたんのユーザー生（原宿）nsum〜中川翔子が売ってみた！〜 独り24時間テレビ-あなたの一枚が中川を救う-（2012年8月15日、ニコニコ生放送）
- しょこ(生)ツアー---!!!2012（2012年9月27日、ニコニコ生放送）
- しょこたんのヲ-（2012年11月21日 - 2014年3月27日、ニコニコ生放送）
- Abema Game 9 アゲナイッ! サーズデー（2018年1月25日 - 4月12日、AbemaTV） - MC
- 賞金首（2018年8月23日 - 11月12日、AbemaTV） - 木曜コミッショナー

### ラジオ
レギュラー出演中の番組
- アニソン・アカデミー（2013年4月6日 - 、NHK-FM） - 番組ロゴも手掛ける
- 山田五郎と中川翔子の『リミックスZ』（2014年4月5日 - 、JFN）
- 中川翔子アニメサークル（2023年10月5日 - 、ニッポン放送他〈ナイターオフ限定〉）

過去にレギュラー出演した番組
- リネージュII Presents 中川翔子 しょこたん血盟（2005年10月 - 2006年3月、ラジオ大阪・文化放送）
- 中川翔子 しょこたうん（2006年4月 - 9月、ラジオ大阪・ラジオ日本）
- 中川翔子 しょこたんゴッコ（2006年10月 - 2007年9月、ラジオ大阪・文化放送）
- Production I.G STATION（音泉、配信終了）
- ピートム.Comic Jack（2004年4月 - 2006年9月、ABCラジオ）
- 東京REMIX族（2007年4月 - 2013年6月29日、J-WAVE）
- 中川翔子のGサイエンス!（2007年10月 - 2009年3月、ニッポン放送]）
- 中川翔子のオールナイトニッポン（2008年9月1日・2009年9月5日、ニッポン放送）
- しょこたんらじお（2009年4月 - 2010年4月、ニッポン放送）
- 中川翔子のオールナイトニッポンGOLD（2011年3月18日、ニッポン放送） - 『塔の上のラプンツェル』スペシャル
- 今日は一日“アニソン”三昧 〜あンな歌にそンな歌にこンな歌 何ンでもありーな感じ!?〜（2016年4月30日、NHK-FM）
- 中川翔子と神田莉緒香のコラボレートニッポン（2020年9月28日 - 10月30日、ニッポン放送） - メインパーソナリティ[152]
- 今日は一日 "ディズニー" 三昧（2023年12月9日、NHK-FM）

### DVD
- メンB（2005年2月23日、バップ、時間：93分） - 同名番組のDVD化作品
- 幽霊より怖い話Vol.4 （2005年11月16日、カルチュア・パブリッシャーズ、時間：70分） - 第二話『予知夢』主演
- 全国的ローカル情報番組「溜池Now」vol.1、vol.2（2008年1月23日、Victor Entertainment） - 同名番組のDVD化作品
- 製鉄所萌え（2012年5月2日）
- アメトーーク!DVD17（2012年9月28日、よしもとアール・アンド・シー、時間：229分）
- 日曜×芸人 VOL.2（2013年2月20日、アミューズソフトエンタテインメント、時間：156分）
- Animelo Summer Live 2013 -FLAG NINE- 8.23（2014年3月26日）
- 松本隆 作詞活動45周年記念オフィシャル・プロジェクト 風街レジェンド2015 live at 東京国際フォーラム ホールA（2021年12月22日）

### グラビアDVD
- ミスマガジン2002 中川翔子（2002年10月23日、バップ）
- cutie attack（2004年1月21日、ポニーキャニオン）
- Beach Angels 中川翔子 in 石垣島&竹富島（2004年11月25日、バップ）
- しょこファンタジー（2006年9月27日、リバプール）
- 中川翔子 ときめき☆しょこたん（2007年1月24日、ビデオメーカー）

### MV
- DECO*27 「甘宿り」（2012年）

### ゲーム
2006年
- SIREN2（栗本真未）

2010年
- 僕のカノジョは中川翔子（中川翔子〈本人役〉）

2011年
- 飛び出せ！科学くん 〜地球大探検！謎の珍怪生物に挑め！〜（しょこたん〈本人役〉）
- しょこたんのアパレル☆パラレル！（しょこたん〈本人役〉）
- 天空のスカイガレオン（2011年 - 2012年） - イラスト作画

2012年
- 聖闘士星矢Ω アルティメットコスモ（城戸沙織）
- 捕食上等!!クリオ寝子 - キャラクター原案
- ゾンビシーズン（しょこたんコラボゾンビ）

2014年
- ファイナルファンタジー レコードキーパー（ドット絵キャラクター）

2015年
- ドラゴンクエストヒーローズ 闇竜と世界樹の城（アリーナ）
- クイズRPG 魔法使いと黒猫のウィズ - バースデーコラボ企画キャラクター原案
- 白猫プロジェクト（しょこたん〈本人役〉） - バースデーコラボ企画キャラクター原案も担当

2016年
- ドラゴンクエストヒーローズII 双子の王と予言の終わり（アリーナ）
- 討鬼伝2（グウェン）

2017年
- いただきストリート ドラゴンクエスト&ファイナルファンタジー 30th ANNIVERSARY（アリーナ）
- ドラゴンクエストライバルズ（アリーナ ）

2019年
- キングダム ハーツIII（ラプンツェル）

2021年
- ラクガキ キングダム（しょこたん〈本人役〉）

2023年
- ドラゴンクエストモンスターズ3 魔族の王子とエルフの旅（アリーナ）

2024年
- 北海道連鎖殺人 オホーツクに消ゆ 〜追憶の流氷・涙のニポポ人形〜（中山めぐみ、べーしっ君）

### パチンコ
- CR中川翔子〜アニソンは世界をつなぐ〜（2017年、ニューギン）

### 監督作品
- 七瀬ふたたび プロローグ（2010年10月2日公開）

### その他
- ギター侍のうた弐（2005年2月9日） - CDの特典DVDで前作「ギター侍のうた有名人斬りバージョン」のPVに町娘役で出演
- 不思議の国の有栖川ナミ（2005年） - 作中の絵本挿絵
- DAMチャンネル（2011年4月 - 2012年2月） - 9代目ナビゲーター
- コスプレサミット親善大使（2007年）
- 香港観光親善大使（2012年）
- モンプチ25周年スペシャルサポーター（2012年）
- 東京都赤十字血液センターキャンペーンキャラクター（2013年）
- メガハウス オセロ40周年オセロ大使（2013年）
- 総務省 ネット選挙運動解禁啓発動画コンテスト審査員（2013年）
- JAXA 銀河連邦大統領補佐官（2013年）
- 原宿警察署 一日署長（2013年10月11日）
- 不正商品撲滅キャンペーン キャンペーン隊長（2013年）
- 国立科学博物館 特別展「深海2017〜最深研究でせまる“生命”と“地球”〜」（2017年）
- 2025年 大阪万博誘致スペシャルサポーター（2018年）
- 公益社団法人 ACジャパン_日本骨髄バンク "生きたいと願う人がいる。”（2018年） - 新聞広告
- 東京2020大会マスコット選考検討会議委員（2018年）[158]
- 名古屋市科学館 特別展「絶滅動物研究所」（2019年） - 音声ガイド
- PLANETARIUM Starry Cafe（2019年） - ナレーション
- 内閣府大臣官房政府広報室「ゆきどけ荘」- 鈴木スミレ 役（2020年7月）[159]
- CLIP STUDIO PAINT（2020年） - スペシャルサポーター
- 2025年 大阪・関西万博（2021年） - キャラクター選考委員
- ビリーヴ!〜シー・オブ・ドリームス〜（2022年） - ラプンツェル
- ラプンツェルのランタンフェスティバル（2024年） - ラプンツェル
- イッツ・ア・スウィーツフルタイム！（2025年） - ラプンツェル

## 書籍

### 雑誌・新聞連載
連載中の作品
- 映画秘宝 - 「しょこたんの秘宝遊戯」（2006年5月号 - 2023年5月号、洋泉社）[160]
- telling， - 「中川翔子のナントカな日常。」（2020年3月 - 2021年5月、朝日新聞社）[161]

過去の連載作品
- ネットランナー（ソフトバンククリエイティブ） - 「コスプレするの呀」
- ドリマガ（ソフトバンククリエイティブ） - 「デリケートにゲームして」
- ファンロード（大都社） - 「燃えよショコタン危機一発!」
- 週刊少年ジャンプ（集英社） - 「ジャンプ魂」
- 宇宙船（朝日ソノラマ） - 「見よ、特撮しょこたん日記」
- 日経エンタテインメント! - 「しょこたんのまんヲタ日記」（2006年5月号 - 、日経BP）
- 読売新聞夕刊 - 「しょこたんの貪欲に生きたい」（2006年10月13日 - ）
- 東京スポーツ - 「しょこたんの生きた証」（毎週月曜掲載）
- 週刊アスキー - 「なんでも使用レポート パソコンが好きだ!! 紹介編」（2007年12月11日号 - 12月25日号、アスキー・メディアワークス）
- オリ★スタ - 「中川翔子のコレってギザカワユス」（2008年1月21日号 - 、オリコン・エンタテインメント）
- デジモノ×ステーション - 「中川翔子のしょこたん☆アニメは人類をつなぐ!」[162]（2010年8月号 - 、ソニー・マガジンズ）
- なかよし（講談社） - 「しょこたん相談室」
- NHKウイークリーステラ - 「アニメが世界を救う（仮）　中川翔子のアニメdeアカデミー」（2020年4月 - 2022年4月、NHKサービスセンター）
- NEKO - 「中川翔子のねこLIFE mmtsland」（不明 - 2022年2月号 121号、ネコ・パブリッシング）

### 写真集
|     | タイトル                                       | 発売日         | ISBN              | 備考                         |
| --- | ---------------------------------------------- | -------------- | ----------------- | ---------------------------- |
| 1st | JEWEL BOX                                      | 2004年3月      | 978-4-7762-0147-2 | アスコム、撮影：倉繁利       |
| 2nd | 不思議に夢中                                   | 2005年6月24日  | 978-4-89829-798-8 | ワニマガジン社、撮影：倉繁利 |
| 3rd | しょこれみかんぬ                               | 2007年3月29日  | 978-4-8470-3000-0 | ワニブックス、撮影：蜷川実花 |
| 4th | しょこア・ラ・モード                           | 2008年11月14日 | 978-4-391-13707-1 | 主婦と生活社、撮影：曽根将樹 |
| 5th | しょこれみかんぬ2                              | 2011年1月28日  | 978-4-8470-4339-0 | ワニブックス、撮影：蜷川実花 |
| 6th | サイパン発、中野経由、未来行き 中川翔子 ギザ10 | 2012年5月30日  | 978-4-06-364889-8 | 講談社、撮影：根本好伸       |
| 7th | ミラクルミライ                                 | 2022年6月8日   | 978-4-06-528236-6 | 講談社、撮影：中村和孝       |

- ギザ☆マミタス!!：ISBN 978-4-7771-0461-1（2006年8月21日）※愛猫マミタスの写真集
- ビジョメガネ〈3〉：ISBN 978-4-7897-3139-3（2007年9月27日、ソニーマガジンズ）

### 著書
- しょこたん☆ぶろぐ：ISBN 978-4-7771-0210-5（2005年）
- しょこたん☆ぶろぐ2：ISBN 978-4-7771-0487-1（2006年）
- しょこ☆まにゅ 中川翔子完全攻略マニュアル：ISBN 978-4-05-403199-9（2006年）
- しょこたんの貪欲☆ラジオ〜中川翔子のギザなもの〜：ISBN 978-4-7966-5626-9（2007年）
  - しょこたんの貪欲★ラジオ：ISBN 978-4-7966-6994-8（2009年）※文庫化
- しょこたん ぶろぐ 貪欲デイズ：ISBN 978-4-04-895012-1（2008年）
- しょこたんぶろぐ 超貪欲デイズ：ISBN 978-4-04-895069-5（2010年1月16日）
- ミラクルスケッチ〜中川翔子イラスト作品集：ISBN 978-4-86248-513-7（2010年1月25日）
- TBS飛び出せ!科学くん：ISBN 978-4-7966-8018-9（2011年2月23日）
- SHOKO-PEDIA 中川翔子音楽活動第一期記録集：ISBN 978-4-04-728744-0（2013年1月25日）
- 中川翔子 ポケモンが生きる意味を教えてくれた：ISBN 978-4-09-103228-7（2013年7月10日）
- しょこたんの秘宝遊戯〜映画貪欲大全〜：ISBN 978-4-8003-0319-6（2014年1月24日）
- ねこのあしあと：ISBN 978-4-8387-2658-5（2014年3月27日）
- にゃんそろじー（編集）：ISBN 978-4-10-125881-2（2014年5月28日）
- 中川ブロードウェイ ：ISBN 978-4-7897-3625-1（2014年9月19日）
- 「死ぬんじゃねーぞ!!」いじめられている君はゼッタイ悪くない ：ISBN 978-4-16-391072-7（2019年8月8日）

### 漫画・イラスト
- 脳子の恋 hon-nin vol.04 - vol.09、（2007年9月 - 2009年3月、太田出版）
- スカシカシパンマン〜まんざらでもない大冒険〜（2008年9月 - 、アスキー・メディアワークス、月刊コミック電撃大王）
- 脳子の恋<完全版> （2009年10月1日、太田出版、ISBN 978-4-7783-2096-6）
- 中川翔子物語〜空色デイズ〜（著者：原明日美）：ISBN 978-4-06-364274-2（2010年7月16日）
  - 中川翔子物語〜空色デイズ〜 特装版 （著者：原明日美）：ISBN 978-4-06-362167-9（2010年7月16日）
- 東日本大震災チャリティ同人誌「pray for Japan」[163]
- わかめクッキー（イラスト）[164]
- ZOTTO-恐怖の行方 (イラスト)：ISBN 978-4-591-12084-2（2011年7月15日）
- 人として大切なことはチンパンジーが教えてくれる（イラスト）（2011年8月31日）
- クリオ寝子（別冊キャラぱふぇコミックVol.9 - 、アスキー・メディアワークス）
- うーさーのその日暮らし 夢幻編（第9話エンドカード）（2015年）
- コロコロ時代 ポケモンが教えてくれた夢・世界・未来 2018年冬号（2017年12月15日、小学館、コロコロアニキ）
- アニソン・アカデミー校歌（ジャケットイラスト、作詞〈あべあきらと共作〉）

### カレンダー
- 中川翔子 2006年 カレンダー（トライエックス）
- 中川翔子 2007年 カレンダー（ハゴロモ）
- 中川翔子 スクールカレンダー 2010 - 2011 （KADOKAWA）

### トレーディングカード
- ヒッツ!リミテッド 中川翔子 トレーディングカード（2006年3月25日発売、全145種）

## 作品

### シングル
| 枚   | 発売日         | タイトル                                     | 規格品番                  | 規格品番   | 規格品番                                            |
| 枚   | 発売日         | タイトル                                     | 初回盤                    | 通常盤     | その他                                              |
| ---- | -------------- | -------------------------------------------- | ------------------------- | ---------- | --------------------------------------------------- |
| 1st  | 2006年7月5日   | Brilliant Dream                              | SRCL-6291/2               | SRCL-6293  | －                                                  |
| 2nd  | 2007年2月14日  | ストロベリmelody                             | SRCL-6473/4               | SRCL-6475  | －                                                  |
| 3rd  | 2007年6月27日  | 空色デイズ                                   | SRCL-6570/1               | SRCL-6572  | SRCL-6573（グレンラガン仕様盤）                     |
| 4th  | 2008年1月30日  | snow tears                                   | SRCL-6698/9               | SRCL-6700  | SRCL-6701（墓場鬼太郎・寝子盤）                     |
| 5th  | 2008年8月6日   | Shiny GATE                                   | SRCL-6826/7               | SRCL-6828  | －                                                  |
| 6th  | 2008年9月10日  | 続く世界                                     | SRCL-6882                 | SRCL-6846  | SRCL-6841/2（完全生産限定盤） SRCL-6845（グレン盤） |
| 7th  | 2008年10月22日 | 綺麗ア・ラ・モード                           | SRCL-6880/1               | SRCL-6882  | －                                                  |
| 8th  | 2009年4月29日  | 涙の種、笑顔の花                             | SRCL-7021/2               | SRCL-7023  | SRCL-7024（グレンラガン盤）                         |
| 9th  | 2009年7月15日  | 心のアンテナ                                 | SRCL-7063/4               | SRCL-7065  | SRCL-7066（ギザみみピチュー盤）                     |
| 10th | 2009年10月14日 | 「ありがとうの笑顔」                         | SRCL-7105/6               | SRCL-7107  | －                                                  |
| 11th | 2010年4月28日  | RAY OF LIGHT                                 | SRCL-7251/2               | SRCL-7254  | SRCL-7253（鋼の錬金術師FA盤）                       |
| 12th | 2010年8月18日  | フライングヒューマノイド                     | SRCL-7326/7               | SRCL-7328  | SRCL-7329（世紀末盤）                               |
| 13th | 2011年4月6日   | 桜色                                         | SRCL-7614                 | SRCL-7616  | －                                                  |
| 14th | 2011年6月8日   | つよがり                                     | SRCL-7617/8               | SRCL-7619  | SRCL-7620（限定盤）                                 |
| 15th | 2012年1月11日  | ホロスコープ                                 | SRCL-7833/4               | SRCL-7835  | －                                                  |
| 16th | 2013年6月5日   | 続 混沌                                      | SRCL-8270/1               | －         | －                                                  |
| 17th | 2013年12月11日 | さかさま世界/Once Upon a Time -キボウノウタ- | SRCL-8434/35 SRCL-8436/37 | SRCL-8438  | －                                                  |
| 18th | 2015年2月18日  | ドリドリ                                     | SRCL-8691/2               | SRCL-8693  | SRCL-8694/5（ポケモンジャケット盤）                 |
| 19th | 2018年11月28日 | blue moon                                    | SRCL-9955/7               | SRCL-9958  | －                                                  |
| 20th | 2020年9月9日   | フレフレ                                     | SRCL-11540/2              | SRCL-11543 | －                                                  |
| 21st | 2022年3月9日   | 君のまんまが いいんだよ                      | SRCL-12050/2              | SRCL-12053 | －                                                  |
| 22nd | 2023年11月1日  | 65535                                        | SRCL-12568/9              | SRCL-12660 | －                                                  |
| 23rd | 2024年11月20日 | ACROSS THE WORLD                             | －                        | SRCL-13009 | SRCL-13022（完全生産限定盤）                        |

#### コラボレーション・シングル
| 発売日                          | タイトル            | 名義                                         | 規格品番 |
| ------------------------------- | ------------------- | -------------------------------------------- | --- |
| 2014年1月22日                   | ヌイグルマーZ       | 特撮×中川翔子                                | KICM-1487 |
| 2014年7月23日                   | キラキラ-go-round   | angela Presents/中川翔子                     | KICM-3279 |
| 2015年4月29日                   | PUNCH LINE!         | しょこたん♥でんぱ組                          | SRCL-8794/5（初回盤） SRCL-8796（通常盤） SRCL-8797/8（アニメ盤）                                                                   |
| 2015年6月17日 (先行配信4月29日) | 続・PUNCH LINE!     | でんぱ組♥しょこたん                          | TFCC-89541（初回限定盤A） TFCC-89542（初回限定盤B） TFCC-89543（通常盤） TFKC-38023（限定7nichレコード） TFSC-48008（限定カセット） |
| 2015年10月28日                  | 無限∞ブランノワール | しょこたん♥さっちゃん                        | SRCL-8902/3（完全生産限定盤） SRCL-8904/5（初回生産限定盤） SRCL-8906（通常盤）                                                     |
| 2017年11月15日                  | Magical Circle      | TECHNOBOYS PULCRAFT GREEN-FUND feat.中川翔子 | LACM-14679 |
| 2018年11月7日                   | ミスター・ダーリン  | CHiCO with HoneyWorks meets 中川翔子         | SMCL-572 |
| 2019年7月10日                   | 風といっしょに      | 小林幸子&中川翔子                            | SRCL-11181〜3（完全生産限定盤） SRCL-11185（期間生産限定盤） SRCL-11184（通常盤）                                                   |
| 2025年1月5日                    | Neet In Jam🍓       | REAL AKIBA BOYZ loves 中川翔子               | （デジタルリリース） |

### アルバム

#### フルアルバム
| 枚  | 発売日        | タイトル           | 規格品番                  | 規格品番   |
| 枚  | 発売日        | タイトル           | 初回盤                    | 通常盤     |
| --- | ------------- | ------------------ | ------------------------- | ---------- |
| 1st | 2008年3月19日 | Big☆Bang!!!        | SRCL-6758/9               | SRCL-6760  |
| 2nd | 2009年1月1日  | Magic Time         | SRCL-6932/3               | SRCL-6934  |
| 3rd | 2010年10月6日 | Cosmic ♬ Inflation | SRCL-7381/2               | SRCL-7383  |
| 4th | 2014年4月2日  | 9lives             | SRCL-8501/3 SRCL-8504/5   | SRCL-8506  |
| 5th | 2019年12月4日 | RGB 〜True Color〜 | SRCL-11343/5 SRCL-11346/7 | SRCL-11348 |

#### ミニアルバム
| 枚  | 発売日        | タイトル                         | 規格品番    | 規格品番  |
| 枚  | 発売日        | タイトル                         | 初回盤      | 通常盤    |
| --- | ------------- | -------------------------------- | ----------- | --------- |
| 1st | 2012年8月15日 | nsum 〜中川翔子がうたってみた!〜 | SRCL-8071/2 | SRCL-8073 |
| 2nd | 2013年1月9日  | UCHI-SHIGOTO,SOTO-SHIGOTO!!      | SRCL-8210/1 | －        |

#### カバーアルバム
| 枚  | 発売日         | タイトル                                                                                       | 規格品番    | 規格品番  |
| 枚  | 発売日         | タイトル                                                                                       | 初回盤      | 通常盤    |
| --- | -------------- | ---------------------------------------------------------------------------------------------- | ----------- | --------- |
| 1st | 2007年5月2日   | しょこたん☆かばー 〜アニソンに恋をして。〜                                                     | SRCL-6538/9 | SRCL-6540 |
| 2nd | 2007年9月19日  | しょこたん☆かばー×2 〜アニソンに愛を込めて!!〜                                                 | SRCL-6636/7 | SRCL-6638 |
| 3rd | 2010年3月10日  | しょこたん☆かばー3 〜アニソンは人類をつなぐ〜                                                  | SRCL-7218/9 | SRCL-7220 |
| 4th | 2011年10月12日 | しょこたん☆かばー4-1 〜しょこ☆ドル篇〜                                                         | SRCL-7742/3 | SRCL-7744 |
| 4th | 2011年10月12日 | しょこたん☆かばー4-2 〜しょこ☆ロック篇〜                                                       | SRCL-7745/6 | SRCL-7747 |
| 5th | 2014年9月24日  | 「TOKYO SHOKO☆LAND 2014 〜RPG的 未知の記憶〜」しょこたん☆かばー番外編 Produced by Kohei Tanaka | SRCL-8601/2 | SRCL-8603 |

#### ベストアルバム
| 枚  | 発売日        | タイトル                         | 規格品番                                    | 規格品番                               |
| 枚  | 発売日        | タイトル                         | 限定盤                                      | 通常盤                                 |
| --- | ------------- | -------------------------------- | ------------------------------------------- | -------------------------------------- |
| 1st | 2012年5月2日  | しょこたん☆べすと--(°∀°)--!!     | SRCL-7973/75                                | SRCL-7976/78 SRCL-7979/81 SRCL-7982/83 |
| 2nd | 2023年2月22日 | 超！しょこたん☆べすと――(°∀°)――!! | SRCL-12352 SRCL-12357 SRCL-12360 SRCL-12363 | SRCL-12366                             |

### 配信限定
|     | 発売日        | タイトル         |
| --- | ------------- | ---------------- |
| 1st | 2013年7月7日  | Satellite Girl   |
| 2nd | 2016年7月20日 | 十六夜の月に舞え |
| 3rd | 2019年2月22日 | 愛してる         |

### 参加作品

#### アルバム（参加作品）
| 発売日         | タイトル                                                       | 収録曲 |
| -------------- | -------------------------------------------------------------- | --- |
| 2006年1月25日  | SONG FIELD6 「GO for it!!」- 瀧鈴音                            | GO for it!! |
| 2007年10月3日  | 天元突破グレンラガン BEST SOUND                                | 空色デイズ、happily ever after                                                                                               |
| 2009年3月18日  | JUDY AND MARY 15th Anniversary Tribute Album                   | そばかす |
| 2009年7月15日  | ハイタッチ!2009/もえよ ギザみみピチュー!                       | もえよ ギザみみピチュー! ギザみみピチュー starring しょこたん                                                                |
| 2010年3月3日   | ありがとうのうた                                               | 「ありがとうの笑顔」 |
| 2010年7月28日  | 鋼の錬金術師 FULLMETAL ALCHEMIST FINAL BEST                    | RAY OF LIGHT |
| 2011年6月8日   | 恋の正しい方法は本にも設計図にも載っていない初回限定版付属CD   | I'm here |
| 2011年8月10日  | ZONEトリビュート〜君がくれたもの〜                             | 白い花 |
| 2012年4月11日  | AUDIO GALAXY -RAM RIDER vs STARS!!!-                           | RAINBOW -なみだのあとで- starring 中川翔子                                                                                   |
| 2012年4月25日  | 「ケラ!ソン」KERA SONGS 13th Anniversary Collection            | TYRANT too young |
| 2012年5月2日   | べるぜバブ THE BEST                                            | つよがり |
| 2012年7月11日  | ペガサス幻想 ver.Ω                                             | ペガサス幻想 ver.Ω MAKE-UP feat.中川翔子                                                                                     |
| 2012年7月25日  | ラブカレンダー                                                 | 甘宿り feat.中川翔子 |
| 2012年10月24日 | SHE LOVES YOU                                                  | Rolling star |
| 2013年3月13日  | TRF トリビュートアルバムBEST                                   | 寒い夜だから… |
| 2013年5月1日   | 宇宙戦艦ヤマト                                                 | 宇宙戦艦ヤマト |
| 2013年3月10日  | カナダからの手紙                                               | カナダからの手紙 |
| 2013年12月25日 | 聖闘士星矢Ω Song Collection                                    | I'll be there |
| 2014年1月29日  | 美少女戦士セーラームーン THE 20TH ANNIVERSARY MEMORIAL TRIBUTE | HEART MOVING |
| 2014年12月3日  | A-Rock Nation -NANASE AIKAWA TRIBUTE-                          | 恋心 |
| 2015年6月17日  | おつかれサマー!                                                | 続・PUNCH LINE! |
| 2015年6月17日  | ちいさなプリンセス ソフィア オリジナル・サウンドトラック       | ゆうきをだすの |
| 2015年6月24日  | 風街であひませう                                               | レモネードの夏（朗読） |
| 2015年11月18日 | ドリーム〜ディズニー・グレイテスト・ソングス〜                 | 自由への扉 |
| 2016年1月27日  | 0655/2355 ソングBest 明日がくるのをお知らせします              | 龍安寺の歌 |
| 2016年9月7日   | ザ・ピーナッツ トリビュート・ソングス                          | モスラの歌 |
| 2017年3月22日  | AKIBA'S COLLECTION                                             | 恋に新参! |
| 2017年10月27日 | 翼を持つ者 〜Not an angel Just a dreamer〜                     | 翼を持つ者 〜Not an angel Just a dreamer〜                                                                                   |
| 2018年3月21日  | ラプンツェル ザ・シリーズ サウンドトラック                     | 髪に風うけて いつまでも幸せに 髪に風うけて(リプライズ) 女王として                                                            |
| 2020年11月18日 | ありがとうシャンシャン                                         | ありがとうシャンシャン |
| 2020年12月18日 | ラプンツェル ザ・シリーズ シーズン2                            | 初めての冒険 もしもあの時 初めての冒険（リプライズ） 翼を広げて 仲間がいれば                                                 |
| 2020年12月18日 | ラプンツェル ザ・シリーズ シーズン3                            | 光と影 強くなれたから 全てをこの手に 全てをこの手に（リプライズ） 明日へ進め あなたのためなら いつまでも幸せに（フィナーレ） |
| 2023年11月8日  | 50th Anniversary Special A Tribute of Hayashi Tetsuji          | ガラスのPALM TREE／中川翔子 & ヒャダイントライブ                                                                             |

#### その他（参加作品）
- ランブルローズ ダブルエックス
  - リボンの季節〜My first season
  - 裸足のホライズン
    - 中川が初めてレコーディングした曲でランブルローズ ダブルエックスの藍原誠の入場曲になっている[169]。
- How Does It Feel?
  - 週末のシンデレラ 世界!弾丸トラベラーテーマソング

### タイアップ一覧
| 曲名                                      | タイアップ | 収録作品                                                     |
| ----------------------------------------- | --- | ------------------------------------------------------------ |
| Brilliant Dream                           | テレビアニメ『吉宗』オープニングテーマ | 1stシングル「Brilliant Dream」                               |
| ストロベリmelody                          | TBSテレビ『ワナゴナ』エンディングテーマ（2007年1月 - 3月） フジテレビ『超V.I.P.』エンディングテーマ（2007年2月・3月） MUSIC ON! TV『夢ヶ丘レジデンス』火曜日テーマソング | 2ndシングル「ストロベリmelody」                              |
| ポケモンなりきりサンデー                  | テレビ東京『ポケモン☆サンデー』エンディングテーマ（2007年1月 - 3月） | 2ndシングル「ストロベリmelody」                              |
| Dear my saint-girl                        | MUSIC ON! TV『夢ヶ丘レジデンス』火曜日テーマソング | 2ndシングル「ストロベリmelody」                              |
| 空色デイズ                                | テレビアニメ『天元突破グレンラガン』オープニングテーマ フジテレビ『超V.I.P.』エンディングテーマ（2007年7月） NHKFM『アニソン・アカデミー』オープニングテーマ             | 3rdシングル「空色デイズ」                                    |
| happily ever after                        | テレビアニメ『天元突破グレンラガン』挿入歌 | 3rdシングル「空色デイズ」                                    |
| みつばちのささやき                        | DVD『どうぶつスター誕生』主題歌 | 3rdシングル「空色デイズ」                                    |
| snow tears                                | テレビアニメ『墓場鬼太郎』エンディングテーマ music.jpTV-CFソング | 4thシングル「snow tears」                                    |
| 君にメロロン                              | テレビアニメ『墓場鬼太郎』挿入歌 | 4thシングル「snow tears」                                    |
| We can do it!!                            | 日本テレビ『スポーツうるぐす』テーマソング（2008年2月・3月） | 1stアルバム『Big☆Bang!!!』                                   |
| calling location                          | 日本科学未来館『エイリアン展』テーマソング | 1stアルバム『Big☆Bang!!!』                                   |
| Shiny GATE                                | 『東京オンリーピック2008』公式テーマソング 日本テレビ『スポーツうるぐす』テーマソング（2008年8月・9月）                                                                  | 5thシングル「Shiny GATE」                                    |
| To Be Free                                | 『東京オンリーピック2008』エンディングテーマ | 5thシングル「Shiny GATE」                                    |
| 続く世界                                  | 映画『劇場版 天元突破グレンラガン 紅蓮篇』主題歌 | 6thシングル「続く世界」                                      |
| through the looking glass                 | 不二家『LOOKア・ラ・モード』TV-CFソング | 6thシングル「続く世界」                                      |
| 綺麗ア・ラ・モード                        | 不二家『LOOKロイヤルモード』TV-CFソング | 7thシングル「綺麗ア・ラ・モード」                            |
| Brand-new day                             | イベント『大鉄道博』テーマソング | 2ndアルバム『Magic Time』                                    |
| 涙の種、笑顔の花                          | 映画『劇場版 天元突破グレンラガン 螺厳篇』主題歌 | 8thシングル「涙の種、笑顔の花」                              |
| 午前六時                                  | NHK総合『パフォー!』エンディングテーマ TBSテレビ『飛び出せ!科学くん』エンディングテーマ（2010年4月 - 9月）                                                               | 8thシングル「涙の種、笑顔の花」                              |
| 心のアンテナ-Haruomi Hosono original mix- | 映画『劇場版ポケットモンスター ダイヤモンド&パール アルセウス 超克の時空へ』主題歌                                                                                       | 9thシングル「心のアンテナ」                                  |
| せーので恋しちゃえ♥                       | イベント『恋活遊園地』テーマソング | 9thシングル「心のアンテナ」                                  |
| もえよ ギザみみピチュー!                  | テレビアニメ『ポケットモンスター ダイヤモンド&パール』エンディングテーマ タカラトミー『ポケットモンスター おしゃべりぬいぐるみギザみみピチュー』TV-CFソング              | 9thシングル「心のアンテナ」                                  |
| 「ありがとうの笑顔」                      | TBSテレビ『飛び出せ!科学くん』エンディングテーマ（2009年10月 - 12月） | 10thシングル「「ありがとうの笑顔」」                         |
| rainbow forecast                          | 映画『くもりときどきミートボール』日本版主題歌 | 10thシングル「「ありがとうの笑顔」」                         |
| 雨にキッスの花束を                        | 日本テレビ『NNN Newsリアルタイム』 「リアルSPORTS」テーマソング | 10thシングル「「ありがとうの笑顔」」                         |
| RAY OF LIGHT                              | テレビアニメ『鋼の錬金術師 FULLMETAL ALCHEMIST』エンディングテーマ | 11thシングル「RAY OF LIGHT」                                 |
| diamond high                              | アニマックス『創ったヒト』エンディングテーマ | 11thシングル「RAY OF LIGHT」                                 |
| フライングヒューマノイド                  | テレビアニメ『世紀末オカルト学院』オープニングテーマ | 12thシングル「フライングヒューマノイド」                     |
| 千の言葉と二人の秘密                      | ソニーミュージック ケータイ音楽ドラマDOR@MO（ドラモ）『恋の正しい方法は本にも設計図にも載っていない』主題歌                                                              | 12thシングル「フライングヒューマノイド」                     |
| 桜色                                      | ネスレ日本『ネスカフェ・エクセラ』TV-CFソング | 13thシングル「桜色」                                         |
| つよがり                                  | テレビアニメ『べるぜバブ』エンディングテーマ | 14thシングル「つよがり」                                     |
| 星屑ロマンス                              | TBSテレビ『飛び出せ!科学くん』エンディングテーマ（2011年4月 - 6月） | 14thシングル「つよがり」                                     |
| ホロスコープ                              | フジテレビ『ウチくる!?』エンディングテーマ プラネタリウム『しょこたんのワンダー宇宙』テーマソング                                                                        | 15thシングル「ホロスコープ」                                 |
| 僕らの未来                                | カラオケ曲間番組「DAM CHANNEL」コラボ・ソング | 15thシングル「ホロスコープ」                                 |
| 宇宙でプロポーズ                          | 『SunshineCity×KONICA MINOLTA AQUA STAR TREE』テーマソング プラネタリウム『しょこたんのワンダー宇宙』テーマソング                                                        | 1stミニアルバム『nsum 〜中川翔子がうたってみた!〜』          |
| 一人のキミが生まれたとさ                  | テレビアニメ『ふるさと再生 日本の昔ばなし』オープニングテーマ | 2ndミニアルバム『UCHI-SHIGOTO,SOTO-SHIGOTO!!』               |
| あるこう                                  | テレビアニメ『ふるさと再生 日本の昔ばなし』エンディングテーマ | 2ndミニアルバム『UCHI-SHIGOTO,SOTO-SHIGOTO!!』               |
| ペガサス幻想 ver.Ω                        | テレビアニメ『聖闘士星矢Ω』オープニングテーマ | 2ndミニアルバム『UCHI-SHIGOTO,SOTO-SHIGOTO!!』               |
| 続 混沌                                   | プラウザゲーム『千年勇者 〜時渡りのトモシビト〜』イメージソング | 16thシングル「続 混沌」                                      |
| さかさま世界                              | ニンテンドー3DS『パズドラZ』主題歌 | 17thシングル『さかさま世界/Once Upon a Time -キボウノウタ-』 |
| Once Upon a Time -キボウノウタ-           | NHK BSプレミアム 海外ドラマ「ワンス・アポン・ア・タイム」日本版エンディングテーマ                                                                                        | 17thシングル『さかさま世界/Once Upon a Time -キボウノウタ-』 |
| Satellite Girl                            | プラネタリウム『しょこたんのワンダー宇宙』テーマソング | 17thシングル『さかさま世界/Once Upon a Time -キボウノウタ-』 |
| millefeuille nights                       | テレビアニメ『LINE TOWN』オープニングテーマ | 4thアルバム「9lives」                                        |
| ヌイグルマーZ                             | 映画『ヌイグルマーZ』主題歌 | 4thアルバム「9lives」                                        |
| chocolat chaud                            | 映画『マザー』主題歌 | 4thアルバム「9lives」                                        |
| キラキラ-go-round                         | 映画『モーレツ宇宙海賊 ABYSS OF HYPERSPACE -亜空の深淵-』エンディングテーマ                                                                                              | シングル「キラキラ-go-round」                                |
| ドリドリ                                  | テレビアニメ『ポケットモンスター XY』エンディングテーマ | 18thシングル「ドリドリ」                                     |
| PUNCH LINE!                               | テレビアニメ『パンチライン』オープニングテーマ | コラボレーションシングル「PUNCH LINE!」                      |
| LUCKY DIP                                 | スマートフォンゲーム『クイズRPG 魔法使いと黒猫のウィズ』『白猫プロジェクト』TV-CFソング                                                                                  | コラボレーションシングル「PUNCH LINE!」                      |
| 無限∞ブランノワール                       | スマートフォンゲーム『無限∞ナイツ』コラボソング | コラボレーションシングル「無限∞ブランノワール」              |
| ネコブギー                                | テレビアニメ『おまかせ!みらくるキャット団』オープニングテーマ | コラボレーションシングル「無限∞ブランノワール」              |
| ちょべりGood Time                         | 『LAZONA XMAS』CMソング | コラボレーションシングル「無限∞ブランノワール」              |
| 十六夜の月に舞え                          | コーエーテクモゲームス『討鬼伝2』テーマソング | 配信限定                                                     |
| 恋に新参!                                 | テレビアニメ『AKIBA'S TRIP -THE ANIMATION-』第7話エンディングテーマ | コンピレーション・アルバム「AKIBA'S COLLECTION」             |
| Magical Circle                            | テレビアニメ『魔法陣グルグル』2ndエンディングテーマ | シングル「Magical Circle」                                   |
| blue moon                                 | テレビアニメ『ゾイドワイルド』エンディングテーマ | 19thシングル「blue moon」                                    |
| 風といっしょに                            | 映画『ミュウツーの逆襲 EVOLUTION』エンディングテーマ | コラボレーションシングル「風といっしょに」                   |
| タイプ：ワイルド                          | テレビアニメ『ポケットモンスター サン&ムーン』4thエンディングテーマ | コラボレーションシングル「風といっしょに」                   |
| 六畳間から、世界へ                        | イオン九州 株式会社『のびるっちPANTS』CMソング | 5thアルバム「RGB 〜True Color〜」                            |
| フレフレ                                  | テレビアニメ『ハクション大魔王2020』エンディングテーマ | 20thシングル「フレフレ」                                     |
| 君のまんまが いいんだよ                   | 映画『しまじろう しまじろうとキラキラおうこくのおうじさま』主題歌 | 21stシングル「君のまんまが いいんだよ」                      |
| 65535                                     | テレビアニメ『16bitセンセーション ANOTHER LAYER』オープニングテーマ | 22ndシングル「65535」                                        |
| ACROSS THE WORLD                          | 長編VR映画『機動戦士ガンダム：銀灰の幻影』主題歌 | 23rdシングル「ACROSS THE WORLD」                             |
| Neet In Jam🍓                             | テレビアニメ『ニートくノ一となぜか同棲はじめました』オープニングテーマ                                                                                                   | デジタルシングル「Neet In Jam🍓」                            |

### ライブ映像
|     | 発売日                            | タイトル                                                                 | 規格品番                                                  |
| --- | --------------------------------- | ------------------------------------------------------------------------ | --------------------------------------------------------- |
| 1st | 2008年1月1日                      | 中川翔子1stコンサート〜貪欲☆まつり〜                                     | SRBL-1332（初回版） SRBL-1333（DVD）                      |
| 2nd | 2008年9月10日 2009年9月1日（BD）  | 中川翔子コンサートツアー2008〜貪欲☆まつり〜                              | SRXL-2（BD） SRBL-1363（初回版DVD） SRBL-1364（DVD）      |
| 3rd | 2009年9月30日                     | 中川翔子 マジカルツアー 2009〜WELCOME TO THE SHOKO☆LAND〜                | SRXL-3（BD） SRBL-1399（期間限定価格版） SRBL-1400（DVD） |
| 4th | 2010年1月20日 2010年2月10日（BD） | 中川翔子 超貪欲☆まつり IN 日本武道館                                     | SRXL-4（BD） SRBL-1421（初回版DVD） SRBL-1422（DVD）      |
| 5th | 2010年8月18日 2010年9月8日（BD）  | 中川翔子 Prism Tour 2010                                                 | SRXL-6（BD） SRBL-1441/2（初回版DVD） SRBL-1443（DVD）    |
| 6th | 2011年2月13日 2011年3月16日（BD） | 中川翔子 超貪欲☆まつり IN 幕張メッセ 2Days〜BLUE★STAR&PINK★STAR〜        | SRXL-19（BD） SRBL-1462/3（初回版DVD） SRBL-1464/5（DVD） |
| 7th | 2012年1月11日                     | SHOKO NAKAGAWA Live Tour 2011「今こそ団結!〜笑顔の輪〜夏祭りスペシャル」 | SRXL-21/BD（BD） SRBL-1495（初回版DVD） SRBL-1496（DVD）  |
| 8th | 2012年8月22日                     | 10元突破!SHOKO NAKAGAWA LV UP LIVE 超☆野音祭                             | SRXL-30（BD） SRBL-1533（初回版DVD） SRBL-1535（DVD）     |
| 9th | 2012年12月26日                    | SHOKO NAKAGAWA 「UCHI-LIVE, SOTO-LIVE!!」                                | SRXL-37（BD） SRBL-1550/1(DVD)                            |

## イベント（コンサート・ライブ）
コンサート
海外ライブ
- 2008年
  - 7月5日、Anime Expo 2008 （ロサンゼルス・コンベンションセンター）
- 2009年
  - 8月1日、香港動漫節 サイン配布の握手会 & ミニライブ
  - 8月10日、第62回ロカルノ国際映画祭（スイス）
  - 11月21日、AFA'09（シンガポール）
- 2012年
  - 4月11日、香港西九龍中心 大家好!我係中川翔子亞洲演唱會 – 記者招待會
  - 4月11日、香港HMV中環店 中川翔子X HMV見面會
  - 5月20日、第12回〜北京で会いましょう〜中川翔子コンサート（北京・二十一世紀劇院）
  - 5月27日、ハリ・ブリア・ネガラ2012（マレーシア）
- 2013年
  - 7月26日、Shoko Nakagawa 香港動漫電玩節2013（香港）
- 2014年
  - 7月2日・3日、第15回 Japan Expo（フランス）
  - 7月29日、Shoko Nakagawa 香港動漫電玩節2014（香港）
- 2015年
  - 6月28日、@JAM in 上海 2015（上海）
- 2017年
  - 11月19日、Animerci（上海）
- 2018年
  - 7月7日、Anisong World Matsuri at Anime Expo 2018 - Japan Kawaii Live -（ロサンゼルス）
  - 11月17日、Anisong World Matsuri at Anime NYC 2018（ニューヨーク）
- 2019年
  - 3月24日、MacPherson Stadium Festival presents ROCK ON JAPAN 2019（香港）
  - 12月14日、リスアニ!LIVE SEOUL
- 2023年
  - 12月24日、BANG!ACG 音樂祭（台湾）
- 2024年
  - 4月13日、回忆相对论VOL.1（上海）